# 日立魔杖
日立魔杖（Hitachi Magic Wand，後來先后改名为Magic Wand Original以及Original Magic Wand，可簡稱为魔杖）是一款由日立生產，並需交流電供电的电动按摩棒。雖然最初是為了舒緩壓力和放鬆肌肉而製造出來，但後來其經常出現在日本AV中當作按摩棒使用而變得更加知名。日立公司於1968年把這款產品推出至美国市面。於美國性积极运动（20世纪60年代末）期間，性教育工作者貝蒂·多德森視其为一款按摩棒，並以此对當時的美國人民推广。它可充作一款幫助女性達至高潮的陰蒂按摩棒，並能在此用途中發揮良好的效用。它的長度為30厘米，重540克。長6.4厘米的前端則由橡膠所製造，並為刺激的提供源。
為了紀念性用品店「震得好」（Good Vibrations）創立15週年，日立的管理層曾为一款模仿魔杖外型的巧克力提供金錢上的資助。但在1999年日立官方卻宣稱這產品只有「促進健康」这一項用途。2000年期間，日立與美國的經銷商之間發生了一些衝突，並因此暫停該設備在美國的銷售，直至與Vibratex這間經銷商達成新的協議後才愎售。
《慾望城市》的主角曾於2002年播出的一集中，推薦女性們使用魔杖，於是迅即引起了「魔杖搶購潮」，許多性用品商店在該时都有賣至缺貨的記錄。在2013年，日立決定停止生產該設備，因為擔心許多人会因此把「日立」此一名稱跟性玩具掛勾。「Vibratex」其后說服了日立，讓這款产品能以「Original Magic Wand」的名義繼續在市面上販賣，此一名稱使得「日立」的名號得以省去，不用再出現在产品名稱上，後來於2014年日立再度把此产品更名为「Magic Wand Original」。
研究者們曾研究將其應用於女性性喚起障礙和性高潮障礙（一種使人不能達至高潮的性功能障礙）的治療上。《諮詢與臨床心理學雜誌》於1979年發表了一項研究，當中發現自我治療和使用日立魔杖是達至高潮的最佳方法。2008年，一項發表於《世界科学杂志》的研究發現，500名患有慢性性高潮障礙的女性當中有超过93％可以透过魔杖和由貝蒂·多德森研究出來的方法來達至高潮。刊於《皮肤病学在線雜誌》、《应用生理学杂志》、《实验大脑研究》、《神经科学通讯》、《围产期和新生儿护理杂志》的研究亦曾應用此产品。
魔杖亦有諸如「按摩棒中的凱迪拉克」、「按摩棒中的勞斯萊斯」、「按摩棒之母」般的讚稱。像貝蒂娜·阿恩特、勞拉·伯曼、格洛里亞·布拉姆，以及露絲·韋斯特海默般的性顧問亦公开向女性推荐此一產品。女性时尚杂志《柯夢波丹》指出魔杖是最受性治疗師推荐的按摩棒。在2005年，《Mobile Magazine手機雜誌》的讀者也在其舉辦的投票中評選出魔杖为「最受歡迎的产品」。由谭雅·维克斯勒擔当導演的2011年電影《震動性世紀》在介绍按摩棒的演變史時也加插了魔杖的影像在內。網誌Engadget把此一產品形容为「地球上最知名的性玩具」。

## 設計和功能

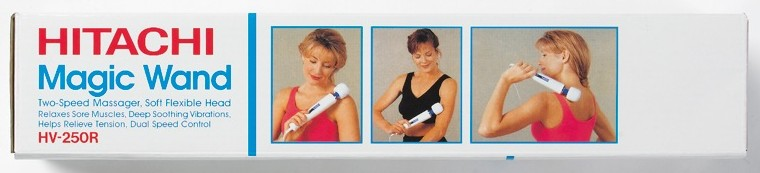
1968年4月25日，日立为魔杖向美国专利及商标局申请商業专利。

此一產品的長度為30厘米，重540克。長6.4厘米的橡膠前端能为肌肉和神經提供刺激，並通過富弹性的颈状部位跟主体部分連接。主体連接着一条長1.8米的電線，以使其能通過插座獲得电力驱動，因此它並不需要電池提供電力；它需使用电压为110伏特的电力才可正常運作。使用者可以以主體上的按鈕調控其振動频率，但只能在兩個频率（5,000/6,000rpm）之間切換——兩者相當於83Hz和100Hz。《性和關係治療》雜誌的研究則確定其振動频率分别為89Hz和101Hz。據測量數據顯示，其橡膠前端的位移为0.45毫米，加速度則為185.7微克。由於魔杖最初不是为了性刺激而設計出來，所以在用於此目的時會出現一些缺陷。它的體積、對市電的依賴以及不能防水都会限制其便攜性：除了這些缺點外，它還有容易過熱的問題：連續使用25分鐘以上便會過熱。它不適合以美國以外的國家的電源插座提供电源。
由於魔杖在市面上大受歡迎，所以各種相應的售後附加组件亦應運而生，其能使魔杖增添不同的顏色和材質。這些附加组件由許多與日立無關的公司負責生產。但按摩器本身就可充作一款幫助女性達至高潮的陰蒂按摩棒，且能在此用途中發揮良好的效用。此外市面亦有可安裝在設備頂部的附加组件，用以加強对陰蒂的刺激。一款稱为「神奇魔杖」（Wonder Wand）的附加组件可以讓女性於陰道深處感受到震動。一篇刊於《皮肤病学在線雜誌》的論文指出，「神奇魔杖」是由一種跟魔杖相似的物料製成，且用后只需簡單清潔。另有一款由矽膠製成的附加组件可以使女性更能感受到魔杖進入陰道後的感覺，且能使魔杖的質地有所改變。还有兩款附加组件能使魔杖變為G點按摩棒——分別是「G-Spotter」和「Gee-Whiz」。「Fluffer Tip Wand Attachment」（「松软的末梢」魔杖附加组件）可使使用魔杖的女性體會到类似於舐陰的感覺。「救星軸」（Liberator Axis）是一個經特別設計的垫子，用戶可把魔杖放在垫子的專用放置位，繼使自身不用用手來拿着魔杖。人們能在貝蒂·多德森的網站獲得附加组件的使用說明並購買之。儘管男性亦可直接地使用魔杖來刺激前列腺，但亦可與附加组件「Gee-Whiz」一併使用之。一間與日立無關的公司生產了一種套用於魔杖頂端的附加组件，使其能充當成男性自慰套。

## 歷史

### 以按摩器之名登場
日立於1968年4月25日為魔杖向美國專利及商標局申請商業專利，並註冊其商標為日立製作所（Kabushiki Kaisha Hitachi Seisakusho）。及後於20世紀70年代推出美国市面，標榜其为一款具按摩功能的器具，能有效減輕與背痛有關的痛楚。並以治療性電動按摩器的名義向美国食品药品监督管理局登記。官方宣稱其能舒緩壓力、放鬆肌肉和神經、緩解緊張，並促進運動性損傷的康復。

### 开始遭視作性玩具的魔杖

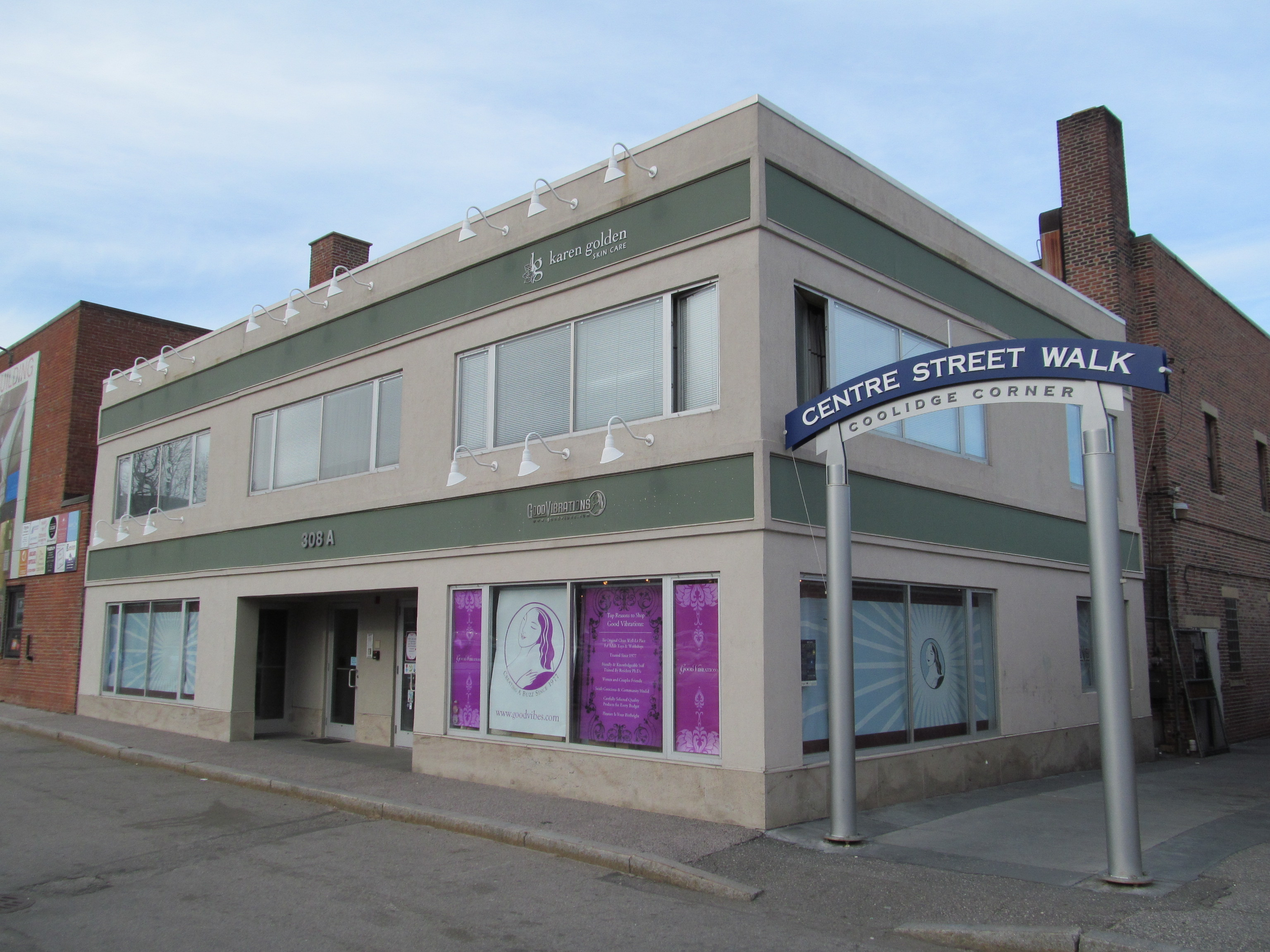
魔杖是性用品店「震得好」自1977年開業以來最暢銷的按摩棒

魔杖因被用作女性的自慰輔助工具（按摩棒）而取得商業上的成功。它的成功部分可歸因於美國藝術家兼性教育家貝蒂·多德森，她把魔杖應用於教導女性自慰技巧的教學課程中。多德森於20世纪60年代开始參與性積極運動，並建議女性把小毛巾放在她們的性器官上，用以減轻按摩棒对其的刺激，把愉悦感的持續時間延長。她的自慰技巧及後遭稱為多德森方法（Betty Dodson Method）。她的教學課程則名為「身体情欲工作坊」（Bodysex workshops）。在課程中她每次都會使用魔杖來教導15名女性自慰的技巧。她為長達2小时的工作坊的每名參與者都提供了一枝魔杖，並教導了过百名女性以魔杖來達至高潮。
美國第一家專為女性服務的性用品商店「夏娃花園」（Eve’s Garden）的創始人戴尔·威廉姆斯原本亦是多德森的學生之一。她在20世紀70年代初因在課上使用了魔杖而決定开辨夏娃花園。威廉姆斯表示魔杖是她最喜歡的性玩具，因为其具有充足的可靠性和取悦陰蒂的力量。多德森於其著作《自慰解放》中再次推薦女性使用是一產品。她還於1975年的示威中以魔杖取代松下電器所推出的全身按摩器「Panasonic Panabrator」。1977年，多德森把魔杖推介給男性雜誌《Leg Show》和《Juggs》的編輯迪安·漢森。漢森於是購買了一枝魔杖並使用之；用畢後認為應對其情感和身體影響多加注意，因為它擁有令人產生習慣性依賴的性質。她還認為魔杖比起以前需使用兩枚1號電池的按摩棒更為有效果。
魔杖是性用品店「震得好」（Good Vibrations）自1977年開業以來最暢銷的按摩棒。它對女性們標榜魔杖为一款有效地刺激陰蒂的工具。自此魔杖便成為了美國性用品店歷久不衰的暢銷產品。女性們会俗稱其为「Big Buzzy」（大风钻），或簡稱其為「The Hitachi」（日立的）。宣傳它的廣告亦於20世纪80年代期間刊在《瓊斯夫人》雜誌的背面。它在日后逐漸變得受女性歡迎，並成为了喬尼·布蘭克所著的《满意的振荡：新按摩棒完全指南》（Good Vibrations: The New Complete Guide to Vibrators）的封面——該著作的初版、1989年版，和1998年版皆以魔杖为封面。震得好的經理於其15週年紀念日中訂造了一個模仿魔杖外观的巧克力。日立公司總部的銷售人員為該巧克力提供了经濟上的資助，其管理层還於銷售會議上派發他們所購買的500個魔杖型巧克力。
《震得好公報》（Good Vibes Gazette）於1995年對性用品店的顧客進行了一項調查，要求其把按摩棒按自己的喜好進行排名，結果魔杖遭大部分顧客評為「優秀的」按摩棒。1995年一本名為《禁止通行：加拿大禁止的作品》（censorship Forbidden Passages: Writings Banned in Canada）的著作探討了加拿大當局的「淫穢」作品管制制度——這使得一名打算以魔杖緩解身体痛楚的女人不能如願以償地使用之。1997年，魔杖是加利福尼亞州伯克利的「震得好」分店中最受歡迎的節日禮品。根據《Out》雜誌，魔杖是1998年最暢銷的性玩具。女性時尚雜誌《夏特蓮》因於1999年指出魔杖在女性中日益普及的緣故，而受到右翼新聞雜誌《艾伯塔報告》的批評。1999年魔杖亦以「個人按摩器」設備的名義對消費者進行推廣。同年美国周报《村声》报導指製造該設備的日立公司把魔杖視為「家用電動按摩器」，並指出儘管魔杖已比其他公司的後續發明過時，但仍然十分暢銷。日立公司的公共关系主管格里·科貝特在接受訪問時還強調了產品的原始意圖：「魔杖顯然是一款直截了当的產品，除了標準的保健用途外，就沒其他之用。」

### 魔杖的代理商——Vibratex
魔杖的原代理商美國器具公司（Appliance Corporation of America）於2000年跟日立發生了一些衝突，使得魔杖於美國市面上暂缓销售。同年6月，日立與位於加利福尼亞州的性玩具代理商Vibratex達成新協議，使得它在美國能得以復售。同年泌尿科醫師和性障礙專家傑德·卡明斯基在接受《紐約觀察報》訪問时讚掦魔杖为「享誉於世」的性玩具，並表示他曾將这器具推薦給難以達至性高潮的女性在自慰時使用。據他观察，魔杖的外型是十分適合應用於自慰的，並使其能躋身於「卓越按摩棒」之列。
《慾望城市》第五季的其中一集《十萬火急》对大眾普及了如何以超越原始設計意圖的目的來使用頸部按摩器。主角之一莎曼珊·瓊斯於該集中為了購買按摩棒而去了美國的一間連鎖電器店「尖端印象」（Sharper Image）中購買，不過店內的工作人員對她指出她所選購的「按摩棒」只是一款頸部按摩器罷了。在得到《慾望城市》推廣不久後，魔杖便隨即遭搶購一空。記者納奧米·沃爾夫在《星期日泰晤士報》上寫道：「我在為面向女性的性玩具目錄——《滿意的振盪》寫一篇文章而進行研究時，獲悉魔杖因得到《慾望城市》推廣而搶購一空。」分叉按摩棒在1998年得到該節目進行類似的推廣後，銷售量亦同有增加。安迪·艾薩克森的《最佳性写作2013》（Best Sex Writing 2013）指出，《慾望城市》當中所提及的性玩具对美國的文化有所影響。《泰晤士报》指出，魔杖於較後的時間才進入英國市場——2004年才開始出現於英國市面。魔杖的銷售量亦足以打入Amazon.com手持按摩器銷售排行榜的第7名。费耶·弗拉姆在2006年於奈特里德報（Knight Ridder Newspapers ）上指出，亚拉巴马州、喬治亞州和德克萨斯州的反按摩棒法規不適用於魔杖，因為它不是一件陰莖狀的物體。該產品是市場上最為暢銷的自慰輔助設備之一。
由谭雅·维克斯勒擔任導演的2011年電影《震動性世紀》亦出現過魔杖的影像，該电影把其放在一系列的蒙太奇鏡頭中，用以介紹按摩棒的演變史。2012年8月，美國電影製片人克萊頓·庫比特在一項名為「歇斯底里文學」（Hysterical Literature）的視頻藝術展覽中亦應用魔杖此一產品。該展覽所使用的視頻的特點在於其展示了一名女性如何在接受魔杖的刺激底下敘述文學作品的一小部分，每段片段以達至高潮为结尾。查克·謝潑德在報中評論道其為「極棒的藝術」。

### 更名

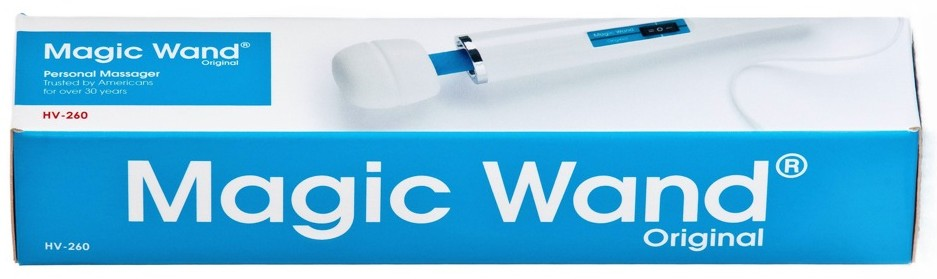
魔杖於2013年重返市場後正式更名為「Magic Wand Original」，這使得「日立」的名號得以省去。

日立於2013年因擔心自身的名稱跟性玩具掛勾而決定停售魔杖。Vibratex的營運總監埃迪·羅梅羅在接受Engadget訪問时形容日立為一間相對保守的公司，因此其不願跟暢銷自慰輔助器具扯上任何關係。Vibratex及後說服了日立，讓其決定繼續生產魔杖此一產品，並讓這款產品能以「Original Magic Wand」的名義繼續在市面上販賣，此一名稱使得「日立」的名號得以省去，不用再出現在產品名稱上；此外更名後的魔杖所使用的物料亦比以前更輕更耐用。最後魔杖於2013年6月25日重返市場，其包裝盒在重返市場時也使用了新的設計和圖像。在震得好出售的魔杖則以「Original Magic Wand Vibrator」的名義售予顧客。
根據《Shape》雜誌的說法，魔杖於2014年1月再度更名為「Magic Wand Original」，並設立了官方網站magicwandoriginal.com，在網站上提供與魔杖有關的資訊。日立在往後都不標榜魔杖擁有性方面的用途，直到2016年10月，但仍只是隱晦地指其为一款「帶親密性」（intimate）的按摩器。貝蒂·多德森在2014年時對Engadget指出，她仍然視魔杖為眾多按摩棒中的首選。魔杖在2014年5月5日於FX電視網推出的喜劇《路易不容易》的一段片段中出現。同年魔杖的總銷量達至250000枝。2014年11月，斯坦福大學醫學院婦產科助理教授利亞·米爾海塞爾對女性們公開推薦魔杖，她在Yahoo!健康上指出，魔杖有助於過了更年期的女性達至高潮，並能使性功能和自尊得以提高。

## 關於魔杖的學術研究

### 魔杖的性用途

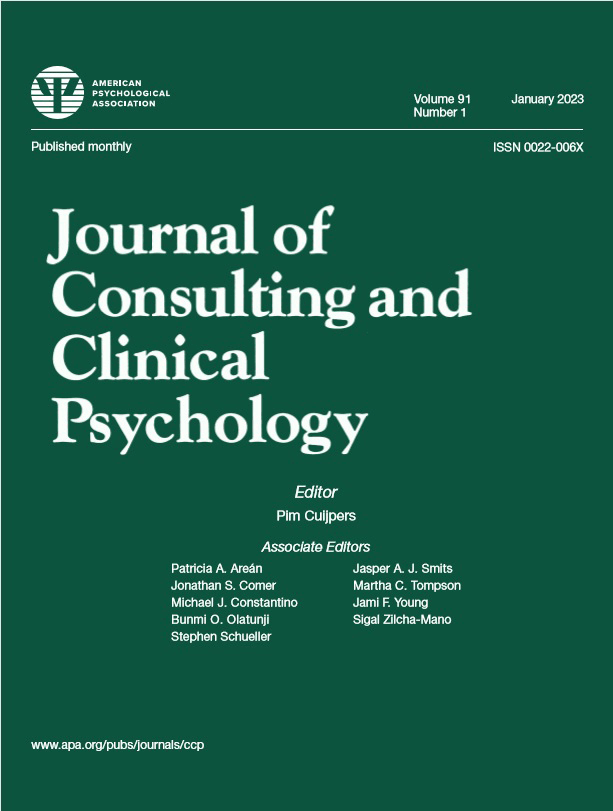
一項發表於《諮詢與臨床心理學雜誌》的研究把魔杖加入慢性性高潮障礙的治療中，嘗試協助難以達至高潮的女性解決此一問題。

許多學者都探討過以魔杖來治療像慢性性高潮障礙和性喚起障礙般的性問題。《諮詢與臨床心理學雜誌》於1979年發表了一項研究，當中先募集了一群在過往難以達至高潮的女性樣本，研究者其後为每名女性都發放一枝魔杖，以助她們刺激陰蒂，增加其達至高潮的可能性。該研究最後發現以魔杖自療性高潮障礙為最有效的方法。
《世界科学杂志》於2008年發表的研究亦以長期難以達至高潮的女性为樣本，並指導她們利用貝蒂·多德森的資料來解決此問題。研究中她們宣稱魔杖的前端能有效地產生針對陰蒂和陰戶區域的震動，且基本不會使人感到不適。他們的研究結果顯示，500名患有慢性性高潮障礙的女性當中有超过93％可以透过魔杖和由貝蒂·多德森研究出來的方法來達至高潮。後來該研究被一篇發表於《性醫學雜誌》的2010年综述所引用並探討之。《性醫學雜誌》亦於次年發表了一項由巴特·舍瓦·馬庫斯（Bat Sheva Marcus）進行的研究，研究中她推介魔杖予一群女性樣本，提高她們的性体验水準，並評估她們的在性期望方面有何變化。
殘疾健康研究網絡（Disabilities Health Research Network）的凱特·納普塔利和伊迪絲·麥克哈蒂在安德列·克拉西尤可夫和斯泰西·埃利奧特醫師的指導下寫成了一本著作——《欢悅的能力：傷健人士性器具手冊》（Pleasure Able: Sexual Device Manual for Persons with Disabilities），当中推薦傷健人士在性行为中使用魔杖。著者們指出持有該器具的人需在整個過程中主動地握住它，並寫道不論是上肢还是手部力量有限，魔杖都有助於該傷健人士獲得愉悅的体验。他們還表示，魔杖適合於上肢運動能力減退的人。
2011年度的电腦系統中的人因學術會議上的一篇論文探討了魔杖的設計初因，指出其最初並不是為性而設計的。一項在2012年發表於《性和關係治療》的研究評估了七款不同的按摩棒对性治疗的效用，並發現魔杖的運動性能和振动幅度皆屬於高水準的。該研究的研究者認為他們的數據可幫助治療師為其求診者選擇最有效的按摩棒。

### 鎮痛
在《肌盘膜痛與纤维肌痛：触痛点管理》一著中，矫形外科醫師愛德華·拉赫林和物理治療師伊莎貝·爾拉赫林建議肌肉痛患者利用魔杖自療。他們指持續地利用魔杖來按摩激痛点和肌肉紧张区域能減低患者的不適感。他們繼指患者可於家中獨自進行這種治療。

## 參看
- 自慰史
- 日本近代科技发明列表
- 跳蛋
- 物戀
- 日本科技
- 戀物

## 延伸閱讀
- McMullen, S; RC Rosen. . Journal of Consulting and Clinical Psychology. October 1979, 47 (5): 912–918. PMID 574521. doi:10.1037/0022-006x.47.5.912.
- Prause, Nicole; Roberts, Verena; Legarretta, Margaret; Rigney Cox, Liva M. . Sexual and Relationship Therapy (Routledge). February 2012, 27 (1): 17–34. ISSN 1468-1994. OCLC 45007351. doi:10.1080/14681994.2012.660141 –EBSCO Information Services.

2008年，一項發表於《世界科學雜誌》的研究發現，500名患有慢性性高潮障礙的女性當中有超過93％可以透過魔杖和由貝蒂·多德森研究出來的方法來達至高潮。

- Struck, Pia; Søren Ventegodt. . The Scientific World Journal (Hindawi Publishing Corporation). 2008, 8: 883–895. doi:10.1100/tsw.2008.116.
- Stuart, Laura Anne. . Express Milwaukee. 2013-04-19  [2013-05-06]. （原始内容存档于2013-04-23）.
- Trout, Christopher. . Engadget. 2014-08-28  [2014-08-30]. （原始内容存档于2014-08-27）.

## 外部連結
- 官方网站